# MS Isolda
MS Isolda – jeden z bliźniaczych masowców zbudowanych dla PŻM w stoczni Mitsui w Chiba (Japonia) w latach 1999–2000; obecnie pływa pod banderą cypryjską.

Do tej serii statków należą również:
- MS Irma
- MS Iryda
- MS Isa
- MS Isadora